# Sergio Sánchez Cárdenas
Sergio Sánchez Cárdenas (La Línea de la Concepción, 1º marzo 1981) è un ex cestista spagnolo, professionista nella Liga ACB.

## Carriera
Con la Spagna ha disputato i Giochi del Mediterraneo di Almería 2005.